# Hanns Diettrich
Hanns Diettrich, né le 4 avril 1905 à Jahnsdorf/Erzgeb. dans la région des Monts Métallifères, près de Chemnitz, et mort en 1983, est un sculpteur allemand qui fit l'essentiel de sa carrière en république démocratique allemande.

## Œuvre
Parmi ses œuvres, l'on peut distinguer:
- Monument des victimes du fascisme (Opfer der Fascismus) dans le parc du théâtre de Chemnitz
- Le Combattant, devant la gare principale de Chemnitz
- La Fontaine des enfants, rue des Nations (Straße der Nationen) dans le centre-ville de Chemnitz
- Les enfants musiciens (grès), devant l'école de Reichenhain
- Mémorial des soldats soviétiques morts pendant la Seconde Guerre mondiale en Allemagne, au cimetière soviétique de Chemnitz (1947).
- Mémorial des quatre mille victimes civiles du bombardement anglo-américain du 5 mars 1945 à Chemnitz, au cimetière de la ville. Il représente au milieu une mère avec son enfant mort dans les bras, avec un poème de poète juif Louis Fürnberg.
- Sculpture en mémoire des victimes de 1919, place de la gare à Chemnitz (1977)